# Eneco
Eneco ist ein niederländisches Energieversorgungsunternehmen, das in den Niederlanden und Belgien sowie über Tochtergesellschaften auch in Deutschland aktiv ist. Der Konzern hat über 6.000 Mitarbeiter und rund zwei Millionen Kunden und Kundinnen, bei einem Absatz von 27.457 GWh Strom, 5.914 Millionen m³ Gas und 11.350 TJ Wärme (Stand 2011).

## Geschichte
Eneco wurde 1995 als Zusammenschluss der Stadtwerke Den Haag, Dordrecht und Rotterdam gegründet. Die neue Aktiengesellschaft war zu diesem Zeitpunkt der größte Energielieferant der Niederlande und befand sich vollständig in Besitz der jeweiligen Gemeinden. Bis 2003 gingen neun weitere kommunale Energieversorger durch Fusion oder Übernahme in der Eneco auf, darunter die Stadtwerke von Utrecht.
2009 übernahm Eneco Teile der insolventen Econcern-Gruppe und verstärkte in der Folge ihre internationalen Aktivitäten im Bereich der erneuerbaren Energien. 2011 übernahm Eneco den Energieversorger Oxxio, womit die Anzahl der Kunden und Kundinnen in den Niederlanden auf etwa 2,1 Millionen stieg. Im selben Jahr stieg Eneco auch als Energieversorger in den Belgischen Markt ein. 2017 übernahm Eneco 50 % an Lichtblick, 2018 weitere 50 %.
2017 wurde bekannt, dass Eneco privatisiert werden soll. Zu diesem Zeitpunkt befand sich Eneco im Besitz von je nach Quelle 44, 53 oder 61 niederländischen Gemeinden. „Als Kaufinteressenten wurden die Mineralölkonzerne Shell und Total gehandelt, aber auch die Namen der Finanzinvestoren HAL und CVC Capital Partners, des Pensionsfonds PGGM und der Versorger Engie und Verbund AG machen die Runde als potenzielle Käufer“, schrieb die Branchenagentur Energate am 18. Januar 2018. Demzufolge gab es damals einen großen Konflikt im Unternehmen, „weil die kommunalen Anteilseigner dem Eneco-Vorstand vorwerfen, mit Garantien über die grüne Unternehmensausrichtung und zur Arbeitsplatzsicherung steuernd in den Verkaufsprozess einzugreifen und diesen zu schädigen“. Im Frühjahr 2018 verließ laut Energate der langjährige Firmenchef Jeroen de Haas, der sich für die Garantien eingesetzt hatte, das Unternehmen. Auch ein Schlichter konnte den Konflikt nicht lösen.
Den Zuschlag im Verkaufsprozess erhielt schließlich ein japanisches Konsortium aus dem Technologiekonzern Mitsubishi (80 %) und dem drittgrößten japanischen Stromanbieter Chubu (20 %). Der Verkaufspreis soll 4,1 Milliarden Euro betragen haben. Am 25. März 2020 wurde die Übernahme durch die Mitsubishi Corporation und Chubu Electric Power Co vollzogen.

## Econcern
Zum 26. Mai 2009 hat Econcern in den Niederlanden Insolvenz (surseance van betaling) angemeldet. Das niederländische Energieversorgungsunternehmen Eneco kaufte die Ecofys-Beratungsunternehmen in den Niederlanden, Deutschland sowie Großbritannien aus der Insolvenzmasse, sodass diese ihren Geschäftsbetrieb fortsetzen konnten.
Econcern war eine weltweit tätige Unternehmensgruppe, unter deren Dach die Tochtergesellschaften Ecofys, Evelop, Ecostream, Ecoventures und OneCarbon zusammengefasst wurden. Geschäftsfeld der Gruppe waren erneuerbare Energien. Sie entwickelte sich aus dem 1984 in Utrecht gegründeten Beratungsunternehmen Ecofys.
Das Unternehmen beschäftigte weltweit rund 1.200 Mitarbeiter in 21 Ländern (Stand Mai 2009). Der internationale Hauptsitz befand sich im niederländischen Utrecht; ihre Aktivitäten in Deutschland steuerte die Gruppe von Köln aus. Für 2007 erwirtschaftete Econcern Einnahmen in Höhe von rund 443 Millionen Euro.

## Sponsoring
Von 2005 bis 2016 war der Konzern Hauptsponsor der Radrundfahrt Eneco Tour. Seit Juli 2016 trägt das Fußballstadion des belgischen Vereins Oud-Heverlee Löwen den Namen Eneco Stadion.